# Michel Kassarji
Michel Kassarji (ur. 1 czerwca 1956 w Zahli) – libański duchowny chaldejski, od 2001 eparcha Bejrutu i tym samym zwierzchnik Kościoła chaldejskiego w Libanie.

## Życiorys
Święcenia prezbiteratu przyjął 6 maja 1985. Był proboszczem kilku parafii eparchii bejruckiej (m.in. parafii katedralnej) oraz jej wikariuszem generalnym.
12 stycznia 2001 został mianowany eparchą Bejrutu. Sakry udzielił mu 10 marca 2001 chaldejski patriarcha Babilonu Rafael I BiDawid, któremu towarzyszyli chaldejski biskup Aleppo Antoine Audo SJ oraz maronicki biskup Zahli Georges Scandar.